# Rolf Steinhausen
Rolf Steinhausen (Nümbrecht, 27 juli 1943) is een Duits busondernemer en voormalig motorcoureur. In de seizoenen 1975 en 1976 was hij wereldkampioen in de zijspanrace.

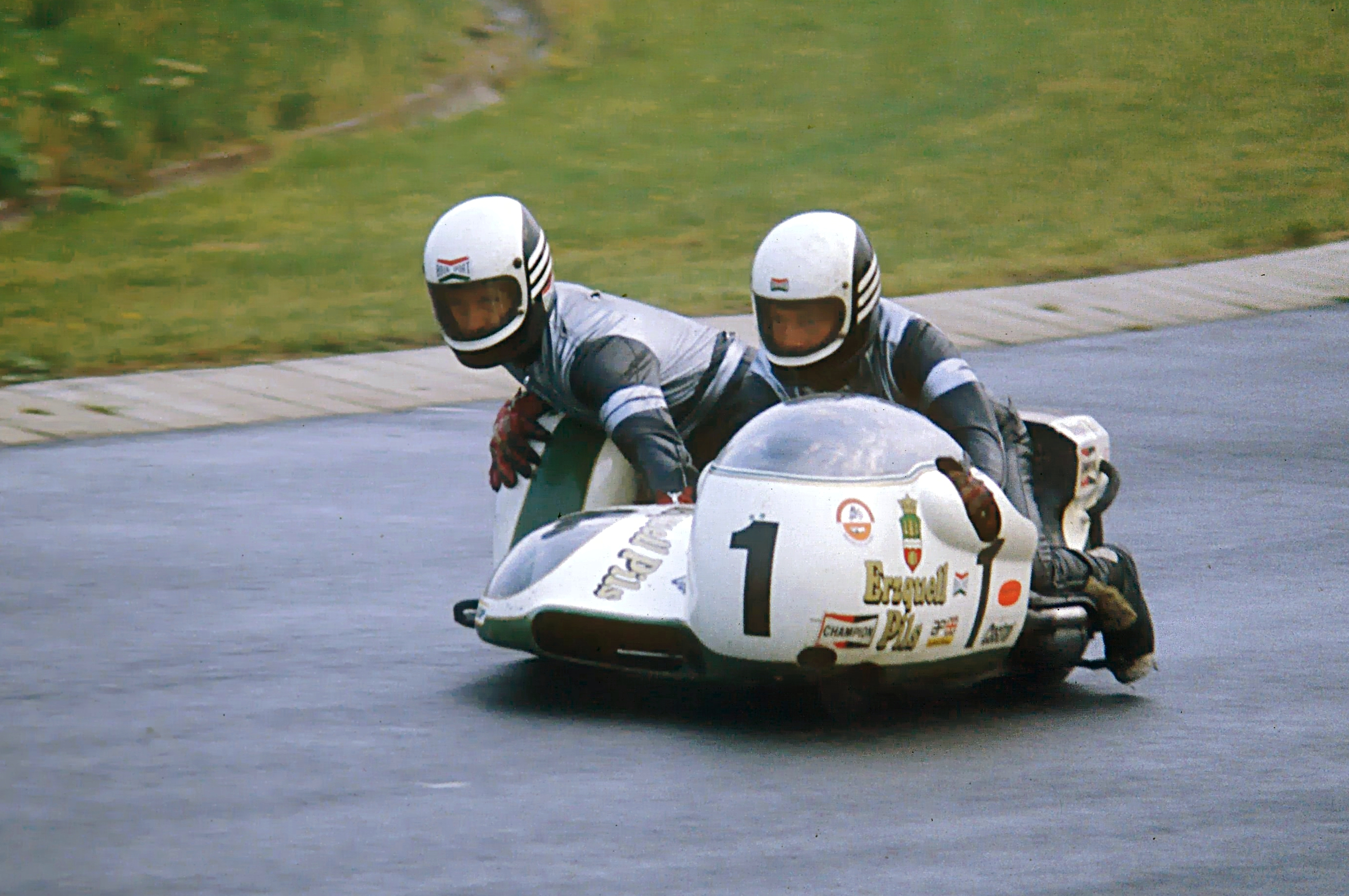
Rolf Steinhausen/Josef Huber trainen in 1976 op de Nordschleife

Rolf Steinhausen begon in 1961 met het bedrijven van de motorsport. Hij raakte bevriend met viervoudig wereldkampioen Max Deubel, die zijn talent onderkende en hem met raad en daad bijstond. Hij stelde Steinhausen een van zijn BMW-zijspancombinaties ter beschikking.

## WK-carrière
In 1972 debuteerde Steinhausen met bakkenist Werner Kapp in het wereldkampioenschap wegrace, maar hij deed dat met een König tweetaktmotor. Ze eindigden op de tiende plaats.
In 1973 begon hij het seizoen met Karl Scheurer in het zijspan. Ze werden derde in de Sidecar TT, maar in de TT van Assen zat - eenmalig - Erich Schmitz in het zijspan. Steinhausen/Scheurer/Schmitz werden zesde in het wereldkampioenschap.
Rolf Steinhausen begon het seizoen 1974 met Karl Scheurer, maar na de TT van Man werd Josef Huber als bakkenist aangetrokken. Huber was zeer ervaren en al succesvol geweest in het zijspan van Arsenius Butscher. Met Josef Huber werd Rolf Steinhausen tweede in Assen en won hij zijn eerste Grand Prix, in België. Hij sloot het wereldkampioenschap op de vierde plaats af.
In het seizoen 1975 wonnen Steinhausen en Huber hun eerste wereldtitel. Ze wonnen (hoewel nipt) de Oostenrijkse Grand Prix en later ook de Sidecar TT en de GP van België. Hun grootste concurrent Werner Schwärzel weigerde op het gevaarlijke eiland Man te rijden, en dat kostte hem mogelijk de titel.
In het seizoen 1976 wonnen Steinhausen/Huber opnieuw de TT van Man, maar ook de GP van Oostenrijk en de Belgische Grand Prix. Ze waren opnieuw wereldkampioen.
Steinhausen startte het seizoen 1977 weer met Josef Huber en zijn Busch-König, maar toen Josef bij een verkeersongeval gewond raakte deed hij bij de GP van Frankrijk een beroep op Erich Haselbeck, de bakkenist van Otto Haller. Hij verving de König-motor ook door die van een Yamaha TZ 500. Door al deze veranderingen én regen tijdens de kwalificatietraining wist hij zich niet te kwalificeren voor de race. In Assen kwam hij niet aan de start, maar hij reisde met zijn nieuwe bakkenist Wolfgang Kalauch wel naar het eiland Man, waar ze met de "oude" Busch-König derde werden. Kalauch was ook zeer ervaren. Hij was al in 1964 met Arsenius Butscher gedebuteerd en zelfs tweevoudig wereldkampioen (met Helmut Fath en Klaus Enders). Ze werden tweede in België, wonnen de Grand Prix van Tsjecho-Slowakije en werden tweede in de Britse Grand Prix, maar eindigden in het wereldkampioenschap op de vierde plaats.
Rolf Steinhausen was van plan om het seizoen 1978 weer met Josef Huber te rijden. "Sepp" nam in het zijspan plaats voor de trainingen van de Oostenrijkse Grand Prix, maar moest vaststellen dat hij nog veel last had van de gevolgen van een verkeersongeluk in 1977. Zijn reactievermogen en de spiercontrole over een arm waren verminderd en hij besloot zijn carrière te beëindigen. Rolf had nu een Seymaz-combinatie en startte met Wolfgang Kalauch, maar viel uit. Dat gebeurde ook in Frankrijk en in Assen. In België werden ze vierde, maar in Duitsland vielen ze weer uit en ze werden slechts veertiende in het wereldkampioenschap.
Wolfgang Kalauch beëindigde na het seizoen 1978 zijn carrière en de Brit Kenny Arthur nam plaats in het zijspan van Rolf Steinhausen. Kenny had ervaring opgedaan bij George O'Dell en Hermann Schmid. De zijspanklasse was nu in twee categorieën opgedeeld: de "moderne" B2B-klasse en de meer conventionele B2A-klasse. Dat betekende dat ook alle zijspancombinaties over twee categorieën verdeeld waren, waardoor de kansen op een wereldtitel feitelijk verdubbeld werden. Steinhausen/Arthur startten in de B2A-klasse met een door Harald Bartol getunede Yamaha. Het seizoen begon goed, met podiumplaatsen in Oostenrijk, Duitsland, Nederland en België. In de Grand Prix van Zweden vielen ze uit terwijl ze aan de leiding reden, maar ze maakten nog steeds kans op de wereldtitel. Toen ze in Silverstone vijfde werden kwam er zelfs meer spanning, want daardoor werden de kansen van winnaar Rolf Biland groter. De titelstrijd moest in de Grand Prix van Tsjecho-Slowakije beslist worden. Steinhausen had acht punten voorsprong op Biland en had aan een vierde plaats genoeg om voor de derde keer wereldkampioen te worden. Dat lukte niet: de combinatie wilde niet snel starten en bij een inhaalmanoeuvre vlogen Steinhausen en Arthur van de baan. Rolf Steinhausen had zware kneuzingen en Kenny Arthur een ontwrichte schouder. Biland won en werd samen met Kurt Waltisperg wereldkampioen.
In 1980 startte Steinhausen opnieuw met een Bartol-motor, maar hij reed maar twee wedstrijden. In Frankrijk werd hij met Kenny Arthur vijfde in en België crashte de combinatie. Ze werden weliswaar als zevende geklasseerd, maar Rolf Steinhausen dacht erover zijn carrière te beëindigden en nam alvast afscheid van Kenny Arthur. Hij kwam het hele seizoen niet meer aan de start.
In de jaren hierna bleef Rolf Steinhausen toch met zijspannen racen, maar verder dan een zevende plaats in het WK (1987) kwam hij niet meer. In 1984 kwam het zelfs weer tot een korte samenwerking met Wolfgang Kalauch. Daarna reed hij tot in 1989 met Bruno Hiller, waarmee hij in 1985 en 1986 nog kampioen van Duitsland werd.
Rolf Steinhausen won tien WK-races en was 25 jaar actief in de motorsport. Hij begon een busonderneming die later door zijn zoon Jörg werd voortgezet. Jörg werd ook zijspancoureur.

## Isle of Man TT
Veel coureurs vonden de Isle of Man TT zo gevaarlijk, dat ze de races boycotten. Daardoor verloor de TT na 1976 haar status als WK-race. De meeste coureurs uit het WK waren blij dat ze niet meer naar het eiland Man hoefden te reizen, maar sommigen bleven de TT trouw. In de zijspanklasse waren dat onder meer Rolf Biland, Otto Haller en Rolf Steinhausen. Steinhausen won in 1978 voor de derde keer een Sidecar TT-race, maar nam tot 1981 in totaal aan 18 races op het eiland Man deel.

## Wereldkampioenschap wegrace resultaten
(Races in vet zijn pole-positions; races in cursief geven de snelste ronde aan. Punten tussen haakjes zijn inclusief streepresultaten.)
| Jaar | Klasse      | Bakkenist                                        | Combinatie                  | 1     | 2       | 3       | 4            | 5            | 6       | 7       | 8     | 9       | 10           | 11      | 12      | 13    | 14    | Punten  | Plaats | Overwinningen |
| ---- | ----------- | ------------------------------------------------ | --------------------------- | ----- | ------- | ------- | ------------ | ------------ | ------- | ------- | ----- | ------- | ------------ | ------- | ------- | ----- | ----- | ------- | ------ | ------------- |
| 1972 | Zijspan     | Werner Kapp                                      | König                       | DUI - | FRA 5   | OOS 4   |              | IOM -        |         | NED -   | BEL 7 | TSL -   | FIN -        |         |         |       |       | 18      | 10e    | 0             |
| 1973 | Zijspan     | Karl Scheurer en Erich Schmitz                   | König                       | FRA 5 | OOS -   | DUI -   | NAT afgelast | IOM 3        | NED 6   | BEL -   | TSL 5 | FIN -   |              |         |         |       |       | 27      | 6e     | 0             |
| 1974 | Zijspan     | Karl Scheurer en Josef Huber                     | König                       | FRA - | DUI 4   | OOS -   | NAT 3        | IOM DNF      | NED 2   | BEL 1   |       |         | TSL DNF      |         |         |       |       | 45      | 4e     | 1             |
| 1975 | Zijspan     | Josef Huber                                      | Busch-König                 | FRA 4 |         | OOS 1   | DUI 3        | NAT afgelast | IOM 1   | NED DNF | BEL 1 |         |              | TSL 2   |         |       |       | 57 (75) | 1e     | 3             |
| 1976 | Zijspan     | Josef Huber                                      | Busch-König                 | FRA - | OOS 1   |         |              | IOM 1        | NED 8   | BEL 1   |       |         | TSL 4        | DUI 2   |         |       |       | 65 (68) | 1e     | 3             |
| 1977 | Zijspan     | Josef Huber, Erich Haselbeck en Wolfgang Kalauch | Busch-König en Busch-Yamaha |       | OOS DNF | DUI 6   |              |              | FRA DNQ |         | NED - | BEL 2   |              |         | TSL 1   | GBR 2 |       | 44      | 4e     | 1             |
| 1978 | Zijspan     | Wolfgang Kalauch                                 | Seymaz-Yamaha               |       |         | OOS DNF | FRA -        | NAT DNF      | NED DNF | BEL 4   |       |         | GBR -        | DUI DNF | TSL -   |       |       | 8       | 14e    | 0             |
| 1979 | Zijspan B2A | Kenny Arthur                                     | KSA-Yamaha                  |       | OOS 3   | DUI 1   |              |              |         | NED 2   | BEL 1 | ZWE DNF |              | GBR 5   | TSL DNF |       |       | 58      | 2e     | 2             |
| 1980 | Zijspan     | Kenny Arthur                                     | Bartol-LCR                  |       |         | FRA 5   | JOE -        | NED -        | BEL 7   | FIN -   | GBR - | TSL -   | DUI -        |         |         |       |       | 10      | 13e    | 0             |
| 1981 | Zijspan     | Georg Willmann                                   | RSR-Yamaha                  |       | OOS 9   | DUI 6   |              | FRA -        | SPA -   |         | NED - | BEL -   |              | GBR -   | FIN -   | ZWE - | TSL - | 7       | 17e    | 0             |
| 1982 | Zijspan     | Hermann Hahn                                     | Busch-Yamaha                |       | OOS -   |         |              |              | NED -   | BEL 6   |       | GBR -   | ZWE -        | FIN 10  | TSL 4   | SMR 5 | DUI - | 20      | 9e     | 0             |
| 1984 | Zijspan     | Wolfgang Kalauch                                 | Busch-Yamaha                |       |         |         | OOS -        | DUI -        | FRA 8   | JOE -   | NED - | BEL -   | GBR 7        | ZWE -   |         |       |       | 7       | 14e    | 0             |
| 1985 | Zijspan     | Bruno Hiller                                     | Busch-ARO                   |       |         | DUI -   |              | OOS 10       |         | NED -   | BEL - | FRA 10  | GBR afgelast | ZWE 5   |         |       |       | 8       | 13e    | 0             |
| 1986 | Zijspan     | Bruno Hiller                                     | Busch-Yamaha                |       |         | DUI -   | OOS -        |              | NED -   | BEL 3   | FRA - | GBR -   | ZWE -        |         | BWü -   |       |       | 10      | 13e    | 0             |
| 1987 | Zijspan     | Bruno Hiller                                     | Busch-Yamaha                |       | SPA -   | DUI -   |              | OOS -        |         | NED -   | FRA - | GBR 3   | ZWE 4        | TSL -   |         |       |       | 24      | 7e     | 0             |
| 1988 | Zijspan     | Bruno Hiller                                     | Busch-ADM                   |       |         |         | E'92 -       |              | DUI -   | OOS -   | NED - | BEL 7   |              | FRA -   | GBR -   | ZWE - | TSL - | 9       | 19e    | 0             |
| 1989 | Zijspan     | Bruno Hiller                                     | Busch                       |       |         | VST -   |              |              | DUI 6   | OOS 8   |       | NED 5   | BEL 4        | FRA -   | GBR -   | ZWE 8 | TSL 9 | 57      | 8e     | 0             |

## Isle of Man TT resultaten
| Jaar | Klasse             | Bakkenist        | Combinatie    | Plaats |
| ---- | ------------------ | ---------------- | ------------- | ------ |
| 1973 | Sidecar 500 cc TT  | Karl Scheurer    | König         | 3      |
| 1973 | Sidecar 750 cc TT  | Karl Scheurer    | König         | 27     |
| 1974 | Sidecar 500 cc TT  | Karl Scheurer    | König         | DNF    |
| 1974 | Sidecar 750 cc TT  | Karl Scheurer    | König         | DNF    |
| 1975 | Sidecar 500 cc TT  | Josef Huber      | Busch-König   | 1      |
| 1975 | Sidecar 1000 cc TT | Josef Huber      | Busch-König   | DNF    |
| 1976 | Sidecar 500 cc TT  | Josef Huber      | Busch-König   | 1      |
| 1976 | Sidecar 1000 cc TT | Josef Huber      | Busch-König   | 4      |
| 1977 | Sidecar 1st Leg    | Wolfgang Kalauch | Busch-König   | 3      |
| 1977 | Sidecar 2nd Leg    | Wolfgang Kalauch | Busch-König   | 3      |
| 1978 | Sidecar 1st Leg    | Wolfgang Kalauch | Seymaz-Yamaha | DNF    |
| 1978 | Sidecar 2nd Leg    | Wolfgang Kalauch | Seymaz-Yamaha | 1      |
| 1979 | Sidecar 1st Leg    | Kenny Arthur     | KSA-Yamaha    | DNF    |
| 1979 | Sidecar 2nd Leg    | Kenny Arthur     | KSA-Yamaha    | DNF    |
| 1980 | Sidecar 1st Leg    | Kenny Arthur     | Bartol-LCR    | 38     |
| 1980 | Sidecar 2nd Leg    | Kenny Arthur     | Bartol-LCR    | DNF    |
| 1981 | Sidecar 1st Leg    | Kenny Arthur     | RSR-Yamaha    | 18     |
| 1981 | Sidecar 2nd Leg    | Kenny Arthur     | RSR-Yamaha    | 12     |